# Головаха Євген Іванович
Євге́н Іва́нович Голова́ха (нар. 13 серпня 1950, Київ) — український психолог, соціолог та громадський діяч; доктор філософських наук, професор, директор Інституту соціології НАН України.

## Біографія
Народився в сім'ї українських радянських філософів. Батько — професор філософії, завідувач кафедри марксистсько-ленінської філософії АН УРСР Іван Петрович Головаха (1916—2012); мати — Марія Львівна Злотіна (1921—2000) викладала філософію в Київському державному університеті. Євген Головаха закінчив факультет психології Московського державного університету ім. М. Ломоносова (1967–1972) за фахом «психолог, викладач психології». В 1977 захистив кандидатську дисертацію «Структура групової діяльності: соціально-психологічний аналіз» (Інститут філософії АН УРСР). У 1990 році захистив докторську дисертацію «Життєва перспектива та професійне самовизначення молоді» (Інститут філософії АН УРСР).
З 1972 по 1991 — старший лаборант, аспірант, молодший науковий співробітник, старший науковий співробітник, провідний науковий співробітник, завідувач сектору механізмів демократизації суспільства відділу соціального управління Інституту філософії АН УРСР. З 1991 — завідувач сектору соціологічної конфліктології, зав. відділу соціальної психології, заступник директора з наукової роботи, з 1996 — головний науковий співробітник відділу соціально-політичних процесів Інституту соціології НАН України. В 1977–1979 рр. — старший викладач, Київського інституту театрального мистецтва.
Завідувач відділу соціально-політичних процесів Інституту соціології НАН України (з 2002). Заступник директора інституту з наукових питань. Головний редактор журналу «Соціологія: теорія, методи, маркетинг» (з січня 1988).
30 листопада 2021 року на загальних виборах колективу майже одноголосно Головаху обрали директором Інституту соціології Національної академії наук.

## Науковий доробок
- Співавтор техніки «каузометрії» — біографічної психотерапевтичної методи, яка набула поширення в 1980-х роках у СРСР.
- Автор власної психолого-соціологічної інтерпретації масового психологічного явища соціальної амбівалентності українського суспільства.

## Членство в організаціях
Українських
- Громадська рада експертів із внутрішньополітичних питань (з листопада 2000)
- Робоча група з підготовки проекту Концепції реформування політичної системи України (з березня 2001)
- Комісія сприяння демократизації та розвитку громадянського суспільства (з жовтня 2002).

Міжнародних
- Комітет політичної соціалізації Міжнародної асоціації політичних наук
- Європейська асоціація експериментальної соціальної психології
- Американська асоціація досліджень особи та соціальної психології.

## Нагороди та почесні звання
- Лауреат премії АН УРСР за найкращу роботу в галузі суспільних наук серед молодих науковців (1982)
- Лауреат Державної премії України в галузі науки і техніки (2014)

## Сім'я
- Дружина — Наталія Паніна (1949–2006), український соціолог.
- Дочка — Інна Євгенівна Головаха-Хікс (нар. 1970), вчений-фольклорист, кандидат філологічних наук.[5]
- Брат — Анатолій Головаха (нар. 1948), літератор, поет і перекладач; співавтор Євгена Головахи у кількох виданнях.[6][7][8]

## Цитата
- З інтерв'ю газеті «День»:  Вікіпедія — це, на мою думку, «звалище». До речі, не довіряйте їй. Там можуть написати що завгодно. Читайте серйозну літературу, енциклопедії, а Вікіпедія — для тих, хто не дуже любить працювати. Тому я просто пишаюся тим, що мене там немає.[9]

## Публікації
Євген Головаха — автор та співавтор понад 200 наукових праць, зокрема:

### Монографії
- Е. Головаха, А. Горбачик и др. Субъективная надежность: теория и метод измерения (ИСН) // Социология: теория, методы, маркетинг. — 2008. — № 1.
- Е. Головаха. Научная школа Юрия Левады о социокультурных изменениях в постсоветском обществе // Социология: теория, методы, маркетинг. — 2006. — № 4.
- Е. И. Головаха. Альтернативная философия. Словарь для неслужебного пользования А—Я. — К.: ПАРАПАН, 2008. — 96 с.
- Социологическая публицистика, 2001.
- Sociological Indicators. (2001)
- Sociology in Ukraine (2000, співавтор)
- (співавтор) Тенденції розвитку українського суспільства (1994–1998 роки). Соціологічні показники, 1999.
- Є. І. Головаха. Суспільство, що трансформується: досвід соціологічного моніторингу в Україні. — Фонд «Демократичні ініціативи», 1997. — 154 с. ISBN 9667321142
- Є. І. Головаха, Н. В. Паніна. Інтегральний індекс соціального самопочуття (ІІСС): конструювання і застосування соціологічного тесту в масових опитуваннях. — К., Інт. соціології НАН України, 1997. — 106 с. ISBN 9660203780
- Е. И. Головаха, Н. В. Панина. Социальное безумие: история, теория и современная практика. — К.: Абрис, 1994. — 168 с. ISBN 5868280202
- (співавтор) Стратегія соціально-політичного розвитку України, 1994.
- Е. И. Головаха, Н. В. Панина, Н. Н. Чурилов. Киев — 1990–1991. Социологический репортаж. — К. : Наук.думка, 1992. — 138 с. ISBN 5120034276
- Е. И. Головаха, И. Э. Бекешкина, В. С. Небоженко. Демократизация общества и развитие личности: От тоталитаризма к демократии. — К., Наук. думка, 1992. — 128 с. ISBN 5120028284
- Е. Головаха, А. Головаха. Наедине с сестрой таланта. [Афоризмы] — Красноярск, изд-во Краснояр. ун-та, 1990.  [Архівовано 16 вересня 2013 у Wayback Machine.]
- Е. И. Головаха, Н. В. Панина. Психология человеческого взаимопонимания. — К., Политиздат Украины, 1989. — 189 с. ISBN 5319002491
- Е. И. Головаха. Жизненная перспектива и профессиональное самоопределение молодежи. — К., Наук. думка, 1988. — 142 с. ISBN 512000010X
- Е. И. Головаха, А. А. Кроник. Психологическое время личности, 1984/ 2-е вид. 2008. ISBN 9785893572483
- Структура групповой деятельности: Социально-психологический анализ. 1979

### Статті
- Головаха Е. И., Кроник А. А. К исследованию мотивации жизненного пути личности: техника «каузометрии». // Кн. Мотивация личности. Под ред. А. Л. Бодалева. — М.: АПН СССР, 1982, С. 99-107.
- Головаха Е. И., Панина Н. Н. Эмоциональная константность // Развитие прикладных психологических исследований и разработок. — Красноярск. — 1986.
- Головаха Е. И., Панина Н. Н. Регуляция эмоций: к постановке вопроса о законе эмоциональной константности // Методологические проблемы оснований науки. — Киев. — 1986.
- Головаха Е. И., Панина Н. В. Критерии и принципы разумной организации жизни // Разумная организация жизни личности. — Киев: Наукова думка, 1989. — С. 88-104.
- Головаха Е. И., Панина Н. Н. Рациональность поведения и эмоции // Рациональность и семиотика поведения. — Киев: Ин-т философии АН УССР. — 1989.
- Головаха Є., Паніна Н. Досвід комплексного дослідження соціального самопочуття, психологічного стану, самооцінки здоров'я та радіобіологічних показників у зоні радіаційного забруднення. // Соціальні наслідки чорнобильської катастрофи (результати соціологічних досліджень 1986-95 р.р.). — Харків: Фоліо,1996. — С. 25-35.
- Головаха Є., Паніна Н. Соціальний резонанс і психологічний ефект гуманітарної медичної допомоги постраждалому населенню. // Соціальні наслідки чорнобильської катастрофи (результати соціологічних досліджень 1986-95 р.р.). — Харків: Фоліо, 1996. — С. 36-50.
- Головаха Є., Паніна Н. Концептуальні засади вимірювання соціального самопочуття та психологічного стану потерпілого населення і постчорнобильська соціальна політика. // Соціальні наслідки чорнобильської катастрофи (результати соціологічних досліджень 1986-95 р.р.). — Харків: Фоліо, 1996. — с. 51-56.
- Головаха Є. І., Паніна Н. В. Тенденції розвитку українсько-російських відносин у громадській думці України та Росії // Українсько-російські відносини: гуманітарний вимір, 1998
- Головаха Е. И., Панина Н. В. Двуязычие в Украине: реальное состояние и перспективы (результаты социологических исследований) // Российско-Украинский Бюллетень. 2000. — N6-7. — С.142-147.
- Головаха Є., Паніна Н. Показники стилю життя особистості // Життєтворчість: концепція, досвід, проблеми. — Запоріжжя: Центріон, 2004. — С. 52-61.

### Сценарії
У 1985 році як консультант та ведучий брав участь у створенні науково-популярного фільму студії «Київнаукфільм» «Інтерв'ю з самим собою» за мотивами дослідження «Психологическое время личности, 1984». Режисер-постановник фільму — В'ячеслав Прокопенко.[джерело?]